# Contea di Clarion
La contea di Clarion (in inglese Clarion County) è una contea dello Stato della Pennsylvania, negli Stati Uniti. La popolazione al censimento del 2000 era di 41 765 abitanti. Il capoluogo di contea è Clarion.

## Geografia
La contea si trova nella parte occidentale dello Stato. La contea è delimitata a sud-ovest dal fiume Allegheny e a sud dal Redbank Creek. Comprende una regione collinare sull’Altopiano di Allegheny, attraversata in direzione nord-est/sud-ovest dal fiume Clarion.
Il borough di Clarion è il capoluogo della contea e sede della Clarion University of Pennsylvania (fondata nel 1867).

### Contee confinanti
- Contea di Forest - nord
- Contea di Jefferson - est
- Contea di Armstrong - sud
- Contea di Butler - ovest
- Contea di Venango - ovest

## Storia
La contea fu creata nel 1839 da parte delle contee di Venango e Armstrong e prese il nome dal fiume Clarion.

## Centri abitati[5]

### Borough
- Callensburg
- Clarion (capoluogo)
- East Brady
- Emlenton
- Foxburg
- Hawthorn
- Knox
- New Bethlehem
- Rimersburg
- Shippenville
- Sligo
- St. Petersburg
- Strattanville

### Township
- Ashland
- Beaver
- Brady
- Clarion
- Elk
- Farmington
- Highland
- Knox
- Licking
- Limestone
- Madison
- Millcreek
- Monroe
- Paint
- Perry
- Piney
- Porter
- Redbank
- Richland
- Salem
- Toby
- Washington